# Veselin Topalov
Veselin Topalov (bulgarsk: Веселин Топалов) (født 15. marts 1975 i Ruse), er en bulgarsk skakspiller. Han blev verdensskakforbundet FIDEs skakverdensmester i 2005 ved at vinde FIDEs verdensmesterskabsturnering i Argentina september-oktober 2005. Han tabte i 2006 titlen i en genforeningsmatch af de to eksisterende VM-titler.
Topalov var med en Elo-rating på 2804 ifølge FIDEs ratingliste fra april 2006 nr. 1 i verden, eftersom den tidligere førende Garri Kasparov var ophørt med at spille konkurrenceskak. I 2006 hædredes Topalov med skakkens Oscar for 2005.
Efter forhandling med den "klassiske" verdensmester Vladimir Kramnik lykkedes det i 2006 at forene de to verdensmestertitler ved en match mellem de to titelholdere. Denne match vandtes af Kramnik, der sejrede med 2,5 – 1,5 i fire partier hurtigskak, efter at den ordinære match over 12 partier var endt uafgjort 6 – 6. Topalov mistede hermed sin verdensmestertitel og kunne i henhold til matchbestemmelserne heller ikke deltage i VM i skak 2007, men har til gengæld specielle rettigheder ift. mesterskaberne 2008-2009.

## Baggrund
Han lærte at spille skak som 8-årig af sin far. I 1989 vandt han verdenmesterskabet for børn under 14 år i Aguadilja i Puerto Rico, og i 1990 blev han nr. 2 ved verdensmesterskabet for børn under 16 år i Singapore. Han blev stormester i 1992.
Topalov har spillet på førstebrættet på Bulgariens skaklandshold siden 1994. Ved skakolympiaden i 1994 i Moskva slog han som 19-årig Garri Kasparov (se partiet nedenfor) og førte Bulgarien til en fjerdeplads. Han har vundet adskillige store turneringer og nåede kvartfinalen ved FIDE verdensmesterskabet i New Delhi i 2000, inden han vandt FIDE verdensmesterskabet i 2005.
Topalov har negativ score mod Kasparov, men har slået ham flere gange, blandt andet i det sidste parti, Kasparov spillede før han trak sig tilbage fra skak efter Linares-turneringen 2005, og i partiet herunder fra skakolympiaden 1994:
Topalov-Kasparov, Moskva-olympiaden 1994
1.e4 c5 2.Sf3 d6 3.d4 cxd4 4.Sxd4 Sf6 5.Sc3 a6 6.Le3 e6 7.g4 h6 8.f4 Sc6 9.Le2 e5 10.Sf5 g6 11.Sg3 exf4 12.Lxf4 Le6 13.Tf1 Tc8 14.h3 Db6 15.Dd2 Lg7 16.Lxd6 Sxg4 17.Lxg4 Dxb2 18.e5 Sxe5 19.Tb1 Dxc3 20.Dxc3 Txc3 21.Lxe6 fxe6 22.Txb7 Sc4 23.Lb4 Te3+ 24.Se2 Le5 25.Tff7 Txh3 26.Sd4 Te3+ 27.Kf1 Te4 28.Tfe7+ 1-0
(Mulige fortsættelser/matsætninger: 28. Kf8. 29.Sxe6+ Kg8 30.Tg7++ eller 28. Kd8 29.Sc6+ Kc8 30.Sa7+ Kd8 31.Tbd8++)

## Store turneringssejre
- Madrid 1994, 1996, 1997
- Dos Hermanas 1996
- Amsterdam 1996
- Wien 1996
- Novgorod 1996
- Antwerpen 1997
- Monaco 2001
- Dortmund 2001
- Verdenmesterskabet 2004. Tripoli, Libyen (Han nåede semifinalen hvor han blev slået af Rustam Kasimdzhanov)
- Linares 2005 (delt førsteplads med Garri Kasparov)
- Sofia 2005 (et point foran Viswanathan Anand)
- Verdensmesterskabet 2005, San Luis, Argentina 2005 (1½ point foran Peter Svidler og Anand)
- Wijk aan Zee 2006 (delt førsteplads med Anand)
- Sofia 2006 (½ point foran Gata Kamsky)